# Йохан Дриза
Йохан Дриза (алб. Johan Driza; нар. 20 серпня 1976, Вльора, Албанія) — албанський футболіст, виступав на позиції захисника.

## Клубна кар'єра
Футбольну кар'єру розпочав 1992 року в «Фламуртарі» (Вльора). У 1998 році виїхав до Німеччини, де підписав контракт з «Вакер» (Бургхаузен), але вже наступного ж року повернувся до «Фламуртарі». З 1999 по 2001 рік виступав за «Тирану», «Фламуртарі» та «Бюліс». У 2001 році перейшов до «Динамо», але в складі столичного клубу грав рідко. Потім перебрався в «Теуту». У 2004 році знову став гравцем «Фламуртарі». У 2007 році приєднався до іншого свого колишнього клубу, «Бюліса», у футболці якого 2009 року й завершив кар'єру футболіста.

## Кар'єра в збірній
У футболці національної збірної Албанії дебютував у квітні 1998 року в товариському матчі проти Кіпру. Загалом за національну команду провів 4 матчі. Востаннє футболку збірної одягав у лютому 2000 року на Міжнародному футбольному турнірі в Мальті проти господарів змагання.

## Досягнення
- Суперліга Албанії
  -  Чемпіон (6): 2000, 2002[1]